# Дмитриева, Татьяна Борисовна
Татья́на Бори́совна Дми́триева (21 декабря 1951 года, Иваново, СССР — 1 марта 2010 года, Москва, Российская Федерация) — советский и российский учёный в области медицины и государственный деятель, доктор медицинских наук, профессор, директор Государственного научного центра социальной и судебной психиатрии им. В. П. Сербского, академик РАМН, главный специалист-психиатр Минздравсоцразвития России. Министр здравоохранения Российской Федерации (1996—1998).

## Биография
Родилась 21 декабря 1951 года в городе Иваново в семье врачей. В 1969 году окончила школу и поступила на лечебный факультет Ивановского Государственного медицинского института, окончив обучение в 1975 году.
С 1975 по 1976 год проходила интернатуру по специальности «психиатрия» в Иваново. С 1976 по 1978 год обучалась в клинической ординатуре, с 1978 по 1981 год — в очной аспирантуре в Государственном Научном центре социальной и судебной психиатрии им. В. П. Сербского в Москве.
В 1981 году защитила кандидатскую диссертацию по теме «Депрессии у подростков», а в 1990 году — докторскую на тему «Динамика психопатий (клинические варианты, биологические механизмы, принципы терапевтической коррекции)». С 1981 года — младший научный сотрудник, с 1983 — старший научный сотрудник, с 1986 года — руководитель клинического отделения института, с 1989 по 1990 гг. — заместитель директора института по науке, с 1990 по 1996 гг. и с 1998 по 2010 гг. — директор Государственного научного центра социальной и судебной психиатрии им. В. П. Сербского. В институте она развивала новые для страны направления экологической, промышленной, этнокультурной психиатрии, организации медико-психологической помощи при чрезвычайных ситуациях, террористических актах, профилактики безнадзорности и беспризорности среди детей и подростков и другое. Под руководством Т. Б. Дмитриевой разработана методическая основа обучения специалистов по специальности «судебно-психиатрическая экспертиза» и смежным дисциплинам. Была председателем Секции по психиатрии Учёного совета Министерства здравоохранения Российской Федерации, заместителем председателя диссертационного совета при ГНЦ СиСП им. В. П. Сербского.
С 1992 года по 2010 год организовала и возглавила кафедру социальной и судебной психиатрии Московской медицинской академии им. И. М. Сеченова.
В 1995 году являлась заместителем председателя Российского общества психиатров.
С 1998 года возглавляла Попечительский совет общественного благотворительного фонда поддержки здравоохранения «Здоровье»
С 1996 года по 1998 год являлась Министром здравоохранения Российской Федерации. Татьяна Борисовна провела в Правительстве Российской Федерации Концепции развития здравоохранения и медицинской науки до 2005 года, выстроила региональную политику и заложила основы единой системы здравоохранения в стране. Под её руководством и при непосредственном участии создана новая организационно-законодательная основа судебно-психиатрической службы страны, разработаны правовые и этические основы психиатрической помощи.
Будучи министром здравоохранения также занимала должность сопредседателя Российско-турецкой межправительственной комиссии по торгово-экономическому и научно-техническому сотрудничеству[уточнить].
С 1996 по 2010 год являлась председателем комиссии по охране здоровья Совета безопасности Российской Федерации.
В 1998 году избрана президентом Российского медицинского общества.
С 1997 года — член-корреспондент, с 1999 года — действительный член Российской академии медицинских наук (РАМН), с 2001 года — член Президиума РАМН.
В 1999 году Дмитриева была избрана в Госдуму, была членом Генерального Совета Партии «Единство и Отечество», но позже отказалась от политической карьеры.
Дмитриева являлась главным редактором «Российского психиатрического журнала» и журнала «Клинические исследования лекарственных средств в России», «Международного журнала научных исследований в области зависимости», а также членом редколлегий ряда российских и зарубежных журналов. Под редакцией Т. Б. Дмитриевой было издано первое отечественное руководство по социальной психиатрии (2001; 2-е изд. — 2009).
Участвовала в качестве докладчика в работе национальных и международных конгрессов и конференций по вопросам психиатрии и терапии злоупотребления наркотиками, в том числе тех, которые проводили ВОЗ, Европейский союз, Совет Европы, Всемирный конгресс психиатров и Всемирная психиатрическая ассоциация.
С 2002 года — руководитель рабочей группы по вопросам законодательного обеспечения в области психиатрии Комитета по науке, культуре, здравоохранению и экологии Совета Федерации; член Правительственной комиссии по проблемам несовершеннолетних.
В 2004 году избрана членом Научно-консультативного совета Центра Европейского Бюро ВОЗ в Венеции по инвестициям в здоровье и развитие.
С 2005 года: член Международного комитета по контролю над наркотиками, возглавляла Попечительский совет Российской ассоциации фармопроизводителей, с 2006 года являлась председателем Попечительского совета общественного фонда «Сохранение культурных ценностей», главный внештатный специалист-эксперт психиатр Минздравсоцразвития России.
В 2005 году основала Общественный Совет по вопросам душевного здоровья при главном специалисте-эксперте Минздравсоцразвития России с привлечением пользовательских организаций.

Могила Т. Дмитриевой на Троекуровском кладбище

Татьяна Дмитриева скончалась 1 марта 2010 года на 59 году жизни от онкологического заболевания, похоронена 4 марта 2010 года на 1-м уч. Троекуровского кладбища в Москве.

## Награды
- Орден «За заслуги перед Отечеством» III степени (3 августа 2006) — за большой вклад в развитие здравоохранения, медицинской науки и многолетнюю добросовестную работу[10]
- Орден «За заслуги перед Отечеством» IV степени (3 декабря 2001) — за достигнутые трудовые успехи, многолетнюю плодотворную работу и большой вклад в укрепление дружбы и сотрудничества между народами[11]
- Орден Почёта (11 мая 1995) — за заслуги перед государством, успехи, достигнутые в труде, большой вклад в укрепление дружбы и сотрудничества между народами[12]
- Орден Святой равноапостольной княгини Ольги II степени (РПЦ, 2000)
- Медаль «За заслуги перед отечественным здравоохранением» Минздрав России
- Лауреат Национальной премии общественного признания достижений женщин «Олимпия» Российской Академии бизнеса и предпринимательства[13] в 2002 г.
- Серебряная медаль «За укрепление уголовно-исполнительной системы» (Минюст России)
- Почётная грамота Правительства Москвы.